# Nielsine Petersen
Nielsine Caroline Petersen, född den 10 juli 1851 vid Nyrup (Odsherred), död den 26 november 1911 i Köpenhamn, var en dansk skulptör.
Nielsine Petersen studerade för Saabye och Stein i Köpenhamn samt för Chapu i Paris från 1889. Bland hennes arbeten märks Gosse, som fiskar krabbor (1884, Konstmuseet), Ismael (1893), Hamlet (staty i Marienlyst) samt monument i Fredensborgs park över Alexander III och Kristian IX med gemål.